# Football Club Internazionale Milano 1979-1980
Questa voce raccoglie le informazioni riguardanti il Football Club Internazionale Milano nelle competizioni ufficiali della stagione 1979-1980.

## Stagione

I calciatori nerazzurri festeggiano a San Siro la vittoria del 12º Scudetto.

Al fine di perfezionare un già buon organico – seppur limitato alla zona UEFA nel recente biennio – durante l'estate 1979 la società procedeva agli acquisti dell'ex granata Roberto Mozzini e dell'ala Domenico Caso, calati rispettivamente al centro della difesa e in fascia destra: all'interno di una rosa che le normative imposte dalla Federazione contribuivano a rendere «autoctona», il portiere Bordon e il mediano Oriali figurarono quali unici reduci dello Scudetto vinto nel 1971.
L'Inter scattava in testa al campionato già dalla prima domenica, regolando tra le mura amiche il Pescara per una vetta solitaria assente proprio dal 23 maggio 1971: lasciandosi addietro le torinesi in poche gare, la squadra allenata da Eugenio Bersellini fece peraltro suo il derby del 28 ottobre 1979 segnando un ideale passaggio di consegne al vertice. Domenica 11 novembre 1979 era quindi la Juventus a gettare la spugna contro i nerazzurri, cadendo nella ripresa sotto i colpi di Altobelli, autore di tre reti, e di Muraro: in 12 giornate furono conquistati 19 punti, assicurando un lieve margine in classifica sulle storiche opponenti.
Solamente tra dicembre e gennaio si denunciava un leggero calo, che pure non inficiò la vittoria del titolo d'inverno col +2 in graduatoria nei confronti della rivale meneghina: deludente risultava invece la partecipazione alla coppa nazionale, con il sedicenne Giuseppe Bergomi a compiere comunque l'esordio professionistico in occasione del derby d'Italia svoltosi il 30 gennaio 1980. Spartiacque fondamentale per il campionato la stracittadina del 2 marzo 1980, giorno nel quale l'impianto di San Siro veniva dedicato alla memoria di un Giuseppe Meazza scomparso nell'agosto 1979: uomo-partita era "Lele" Oriali, con un gol in mischia che precipitava a 8 lunghezze l'inseguitrice di Massimo Giacomini.
Pur uscendo battuta dal campo dei summenzionati sabaudi, la Beneamata coglieva il 27 aprile 1980 i frutti di una stagione vissuta pressoché interamente al comando: risultato decisivo un pareggio contro la Roma, per il punto necessario a far archiviare la matematica certezza del tricolore. Un successo, questo, festeggiato da Bersellini e dal preparatore atletico Armando Onesti compiendo una traversata a piedi da Milano a Fontanellato (località natale del tecnico e sita nel parmense): la distanza totale di 111 chilometri veniva percorsa in 18 ore e 30'.

## Divise
.

Alessandro Altobelli, migliore marcatore interista della stagione, in azione nella trasferta di Napoli con la seconda divisa bianca

Lo sponsor tecnico per la stagione 1979-1980 fu la Puma.
| Casa | Trasferta |

## Organigramma societario
Area direttiva
- Presidente: Ivanoe Fraizzoli
- Vicepresidente: Giuseppe Prisco e Angelo Corridori
- Consigliere delegato: Sandro Mazzola

Area organizzativa
- Segretaria: Ileana Almonti

Area tecnica
- Direttore Sportivo: Giancarlo Beltrami
- Allenatore: Eugenio Bersellini
- Allenatore in seconda e preparatore atletico: Armando Onesti

Area sanitaria
- Medici sociali: dott. Mario Benazzi e dott. Luigi Colombo
- Massaggiatore: Giancarlo Della Casa

## Rosa
| N. |                   | Ruolo | Calciatore               |
| -- | ----------------- | ----- | ------------------------ |
|    | Italia (bandiera) | P     | Ivano Bordon             |
|    | Italia (bandiera) | P     | Renato Cipollini         |
|    | Italia (bandiera) | D     | Graziano Bini (capitano) |
|    | Italia (bandiera) | D     | Giuseppe Baresi          |
|    | Italia (bandiera) | D     | Nazzareno Canuti         |
|    | Italia (bandiera) | D     | Roberto Mozzini          |
|    | Italia (bandiera) | D     | Leonardo Occhipinti      |
|    | Italia (bandiera) | D     | Giuseppe Bergomi         |
|    | Italia (bandiera) | D     | Franco Pancheri          |

| N. |                   | Ruolo | Calciatore           |
| -- | ----------------- | ----- | -------------------- |
|    | Italia (bandiera) | C     | Gianpiero Marini     |
|    | Italia (bandiera) | C     | Evaristo Beccalossi  |
|    | Italia (bandiera) | C     | Gabriele Oriali      |
|    | Italia (bandiera) | C     | Giancarlo Pasinato   |
|    | Italia (bandiera) | C     | Domenico Caso        |
|    | Italia (bandiera) | A     | Alessandro Altobelli |
|    | Italia (bandiera) | A     | Claudio Ambu         |
|    | Italia (bandiera) | A     | Carlo Muraro         |

## Risultati

### Serie A

#### Girone di andata
| Arbitro: | Bergamo (Livorno) |

|                                   |           |  |
| Domenichini 12’ (aut.) Oriali 69’ | Marcatori |  |

| Arbitro: | Mattei (Macerata) |

|              |           |               |
| Vagheggi 89’ | Marcatori | 28’ Altobelli |

| Arbitro: | Agnolin (Bassano del Grappa) |

|                           |           |              |
| Beccalossi 17’ Marini 71’ | Marcatori | 42’ Giordano |

| Arbitro: | D'Elia (Salerno) |

|                 |           |                         |
| Mastropasqua 7’ | Marcatori | 36’ Bini 40’ Beccalossi |

| Arbitro: | Pieri (Genova) |

|               |           |  |
| Altobelli 61’ | Marcatori |  |

| Catanzaro 21 ottobre 1979 6ª giornata | Catanzaro       | 0 – 0 | Inter | Stadio Militare\| Arbitro: \| Lattanzi (Roma) \| |
| Arbitro:                              | Lattanzi (Roma) |       |       |                                                  |

| Arbitro: | Menicucci (Firenze) |

|                     |           |  |
| Beccalossi 14’, 84’ | Marcatori |  |

| Torino 4 novembre 1979 8ª giornata | Torino                       | 0 – 0 | Inter | Stadio Comunale\| Arbitro: \| Agnolin (Bassano del Grappa) \| |
| Arbitro:                           | Agnolin (Bassano del Grappa) |       |       |                                                               |

| Arbitro: | Michelotti (Parma) |

|                                    |           |  |
| Altobelli 48’, 50’, 79’ Muraro 74’ | Marcatori |  |

| Avellino 25 novembre 1979 10ª giornata | Avellino        | 0 – 0 | Inter | Stadio Partenio\| Arbitro: \| Menegali (Roma) \| |
| Arbitro:                               | Menegali (Roma) |       |       |                                                  |

| Arbitro: | Barbaresco (Cormons) |

|              |           |               |
| Selvaggi 63’ | Marcatori | 76’ Altobelli |

| Arbitro: | Lattanzi (Roma) |

|                                                 |           |                |
| Beccalossi 4’ Altobelli 75’ (rig.) Pasinato 87’ | Marcatori | 19’, 89’ Rossi |

| Arbitro: | Menicucci (Firenze) |

|                   |           |  |
| Di Bartolomei 61’ | Marcatori |  |

| Milano 30 dicembre 1979 14ª giornata | Inter          | 0 – 0 | Fiorentina | Stadio San Siro\| Arbitro: \| Pieri (Genova) \| |
| Arbitro:                             | Pieri (Genova) |       |            |                                                 |

| Arbitro: | Bergamo (Livorno) |

|              |           |              |
| Anastasi 59’ | Marcatori | 3’ Altobelli |

#### Girone di ritorno
| Arbitro: | Barbaresco (Cormons) |

|  |           |                             |
|  | Marcatori | 34’ Beccalossi 62’ Pasinato |

| Arbitro: | Menegali (Roma) |

|                           |           |              |
| Altobelli 42’, 51’ (rig.) | Marcatori | 45’ Ulivieri |

| Roma 27 gennaio 1980 18ª giornata | Lazio            | 0 – 0 | Inter | Stadio Olimpico\| Arbitro: \| D'Elia (Salerno) \| |
| Arbitro:                          | D'Elia (Salerno) |       |       |                                                   |

| Milano 3 febbraio 1980 19ª giornata | Inter           | 0 – 0 | Bologna | Stadio San Siro\| Arbitro: \| Lattanzi (Roma) \| |
| Arbitro:                            | Lattanzi (Roma) |       |         |                                                  |

| Arbitro: | Bergamo (Livorno) |

|                                              |           |                                          |
| Pasinato 22’ (aut.) Improta 35’ Guidetti 81’ | Marcatori | 19’, 32’ Muraro 57’ Altobelli 71’ Baresi |

| Arbitro: | Barbaresco (Cormons) |

|                                         |           |               |
| Beccalossi 15’ Oriali 36’ Altobelli 60’ | Marcatori | 78’ Bresciani |

| Arbitro: | Agnolin (Bassano del Grappa) |

|  |           |            |
|  | Marcatori | 77’ Oriali |

| Arbitro: | Menegali (Roma) |

|            |           |              |
| Muraro 82’ | Marcatori | 20’ Graziani |

| Arbitro: | Bergamo (Livorno) |

|                       |           |  |
| Bettega 32’ Fanna 79’ | Marcatori |  |

| Arbitro: | Reggiani (Bologna) |

|                                     |           |  |
| Caso 16’ Romano 68’ (aut.) Ambu 82’ | Marcatori |  |

| Arbitro: | Redini (Pisa) |

|                                     |           |                                                 |
| Muraro 33’ Oriali 49’ Altobelli 57’ | Marcatori | 3’ (aut.) Baresi 6’ Selvaggi 50’ (aut.) Mozzini |

| Perugia 13 aprile 1980 27ª giornata | Perugia              | 0 – 0 | Inter | Stadio Renato Curi\| Arbitro: \| Barbaresco (Cormons) \| |
| Arbitro:                            | Barbaresco (Cormons) |       |       |                                                          |

| Arbitro: | Lops (Torino) |

|                        |           |                       |
| Oriali 36’ Mozzini 88’ | Marcatori | 18’ Pruzzo 43’ Turone |

| Arbitro: | Lattanzi (Roma) |

|  |           |                               |
|  | Marcatori | 6’ Oriali 39’ (aut.) Restelli |

| Arbitro: | Ciulli (Roma) |

|                           |           |                                                         |
| Altobelli 58’, 73’ (rig.) | Marcatori | 25’ Torrisi 44’ (aut.) Marini 55’ Bellotto 66’ Anastasi |

### Coppa Italia

#### Primo turno
| Arbitro: | Barbaresco (Cormons) |

|                |           |                                            |
| Castronaro 28’ | Marcatori | 36’ Muraro 66’ (rig.) Altobelli 87’ Baresi |

| Arbitro: | Agnolin (Bassano del Grappa) |

|                                         |           |  |
| Beccalossi 31’ Oriali 70’ Altobelli 77’ | Marcatori |  |

| Arbitro: | Redini (Pisa) |

|                                            |           |           |
| Caso 70’ Pasinato 86’ Altobelli 88’ (rig.) | Marcatori | 82’ Bozzi |

| Arbitro: | Ciulli (Roma) |

|  |           |                          |
|  | Marcatori | 16’ Altobelli 36’ Muraro |

#### Fase finale
| Arbitro: | D'Elia (Salerno) |

|              |           |                                     |
| Pancheri 60’ | Marcatori | 27’ Prandelli 76’ (aut.) Occhipinti |

| Torino 30 gennaio 1980 Quarti di finale - Ritorno | Juventus                     | 0 – 0 | Inter | Stadio Comunale\| Arbitro: \| Agnolin (Bassano del Grappa) \| |
| Arbitro:                                          | Agnolin (Bassano del Grappa) |       |       |                                                               |

### Coppa UEFA
| Arbitro: | Garrido |

|                                  |           |  |
| Muraro 46’ Baresi 48’ Marini 78’ | Marcatori |  |

| Arbitro: | Partridge |

|                      |           |  |
| Satrústegui 21’, 73’ | Marcatori |  |

| Arbitro: | Wurtz |

|            |           |               |
| Hannes 46’ | Marcatori | 55’ Altobelli |

| Arbitro: | Palotai |

|                    |           |                                      |
| Altobelli 24’, 92’ | Marcatori | 37’, 110’ (rig.) Nickel 103’ Ringels |

## Statistiche
Statistiche aggiornate all'11 maggio 1980.

### Statistiche di squadra
| Competizione | Punti | In casa | In casa | In casa | In casa | In casa | In casa | In trasferta | In trasferta | In trasferta | In trasferta | In trasferta | In trasferta | Totale | Totale | Totale | Totale | Totale | Totale | D.R. |
| Competizione | Punti | G       | V       | N       | P       | Gf      | Gs      | G            | V            | N            | P            | Gf           | Gs           | G      | V      | N      | P      | Gf     | Gs     | D.R. |
| ------------ | ----- | ------- | ------- | ------- | ------- | ------- | ------- | ------------ | ------------ | ------------ | ------------ | ------------ | ------------ | ------ | ------ | ------ | ------ | ------ | ------ | ---- |
| Serie A      | 41    | 15      | 9       | 5       | 1       | 30      | 15      | 15           | 5            | 8            | 2            | 14           | 10           | 30     | 14     | 13     | 3      | 44     | 25     | 19   |
| Coppa Italia | -     | 3       | 2       | 0       | 1       | 7       | 3       | 3            | 2            | 1            | 0            | 5            | 1            | 6      | 4      | 1      | 1      | 12     | 4      | 8    |
| Coppa UEFA   | -     | 2       | 1       | 0       | 1       | 5       | 3       | 2            | 0            | 1            | 1            | 1            | 3            | 4      | 1      | 1      | 2      | 6      | 6      | 0    |
| Totale       | -     | 20      | 12      | 5       | 3       | 42      | 21      | 20           | 7            | 10           | 3            | 20           | 14           | 40     | 19     | 15     | 6      | 62     | 35     | 27   |

### Statistiche dei giocatori
A completamento delle statistiche vanno conteggiate 3 autoreti a favore in Serie A.
| Giocatore     | Serie A  | Serie A | Serie A     | Serie A    | Coppa Italia | Coppa Italia | Coppa Italia | Coppa Italia | Coppa UEFA | Coppa UEFA | Coppa UEFA  | Coppa UEFA | Totale   | Totale | Totale      | Totale     |
| Giocatore     | Presenze | Reti    | Ammonizioni | Espulsioni | Presenze     | Reti         | Ammonizioni  | Espulsioni   | Presenze   | Reti       | Ammonizioni | Espulsioni | Presenze | Reti   | Ammonizioni | Espulsioni |
| ------------- | -------- | ------- | ----------- | ---------- | ------------ | ------------ | ------------ | ------------ | ---------- | ---------- | ----------- | ---------- | -------- | ------ | ----------- | ---------- |
| A. Altobelli  | 29       | 15      | ?           | ?          | 5            | 4            | ?            | ?            | 4          | 3          | ?           | ?          | 38       | 22     | ?           | ?          |
| C. Ambu       | 13       | 1       | ?           | ?          | 4            | 0            | ?            | ?            | 1          | 0          | ?           | ?          | 18       | 1      | ?           | ?          |
| G. Baresi     | 30       | 1       | ?           | ?          | 6            | 1            | ?            | ?            | 3          | 1          | ?           | ?          | 39       | 3      | ?           | ?          |
| E. Beccalossi | 27       | 7       | ?           | ?          | 5            | 1            | ?            | ?            | 4          | 0          | ?           | ?          | 36       | 8      | ?           | ?          |
| G. Bergomi    | 0        | 0       | 0           | 0          | 1            | 0            | 0            | 0            | 0          | 0          | 0           | 0          | 1        | 0      | 0           | 0          |
| G. Bini       | 28       | 1       | ?           | ?          | 6            | 0            | ?            | ?            | 4          | 0          | ?           | ?          | 38       | 1      | ?           | ?          |
| I. Bordon     | 30       | -25     | ?           | ?          | 1            | -2           | ?            | ?            | 4          | -6         | ?           | ?          | 35       | -33    | ?           | ?          |
| N. Canuti     | 27       | 0       | ?           | ?          | 6            | 0            | ?            | ?            | 4          | 0          | ?           | ?          | 37       | 0      | ?           | ?          |
| D. Caso       | 29       | 1       | ?           | ?          | 5            | 1            | ?            | ?            | 4          | 0          | ?           | ?          | 38       | 2      | ?           | ?          |
| R. Cipollini  | 1        | 0       | ?           | ?          | 5            | -2           | ?            | ?            | 0          | 0          | ?           | ?          | 6        | -2     | ?           | ?          |
| G. Marini     | 29       | 1       | ?           | ?          | 6            | 0            | ?            | ?            | 4          | 1          | ?           | ?          | 39       | 2      | ?           | ?          |
| R. Mozzini    | 22       | 1       | ?           | ?          | 5            | 0            | ?            | ?            | 4          | 0          | ?           | ?          | 31       | 1      | ?           | ?          |
| C. Muraro     | 24       | 5       | ?           | ?          | 5            | 2            | ?            | ?            | 4          | 1          | ?           | ?          | 33       | 8      | ?           | ?          |
| L. Occhipinti | 1        | 0       | ?           | ?          | 2            | 0            | ?            | ?            | 0          | 0          | ?           | ?          | 3        | 0      | ?           | ?          |
| G. Oriali     | 25       | 6       | ?           | ?          | 4            | 1            | ?            | ?            | 4          | 0          | ?           | ?          | 33       | 7      | ?           | ?          |
| F. Pancheri   | 17       | 0       | ?           | ?          | 5            | 1            | ?            | ?            | 4          | 0          | ?           | ?          | 26       | 1      | ?           | ?          |
| G. Pasinato   | 27       | 2       | ?           | ?          | 6            | 1            | ?            | ?            | 4          | 0          | ?           | ?          | 37       | 3      | ?           | ?          |